# Filzige Pestwurz
Die Filzige Pestwurz (Petasites spurius) ist eine Pflanzenart aus der Gattung der Pestwurzen (Petasites) innerhalb der Familie der Korbblütler (Asteraceae).

## Beschreibung

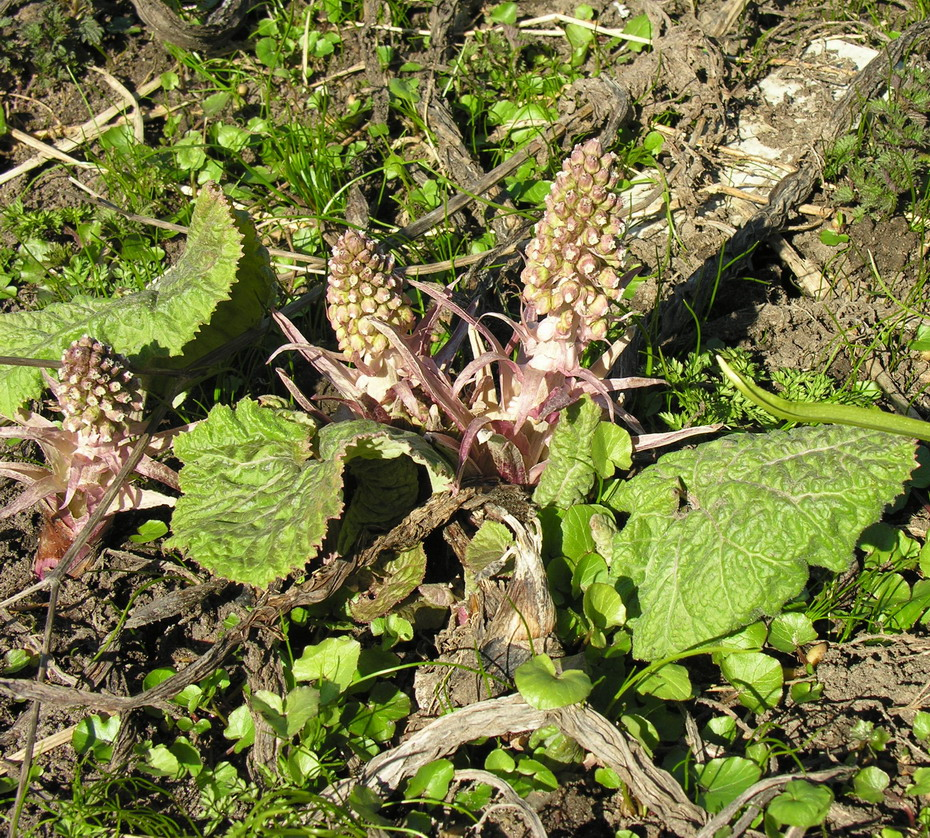
Habitus mit knospigen Blütenständen

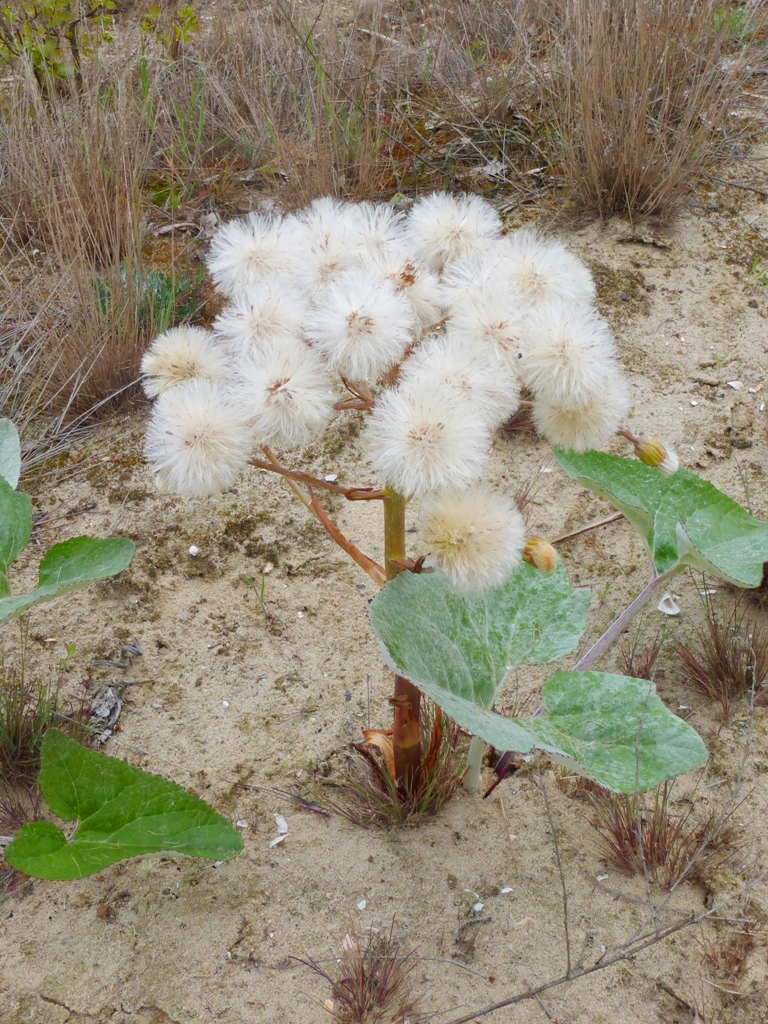
Habitus mit Fruchtstand

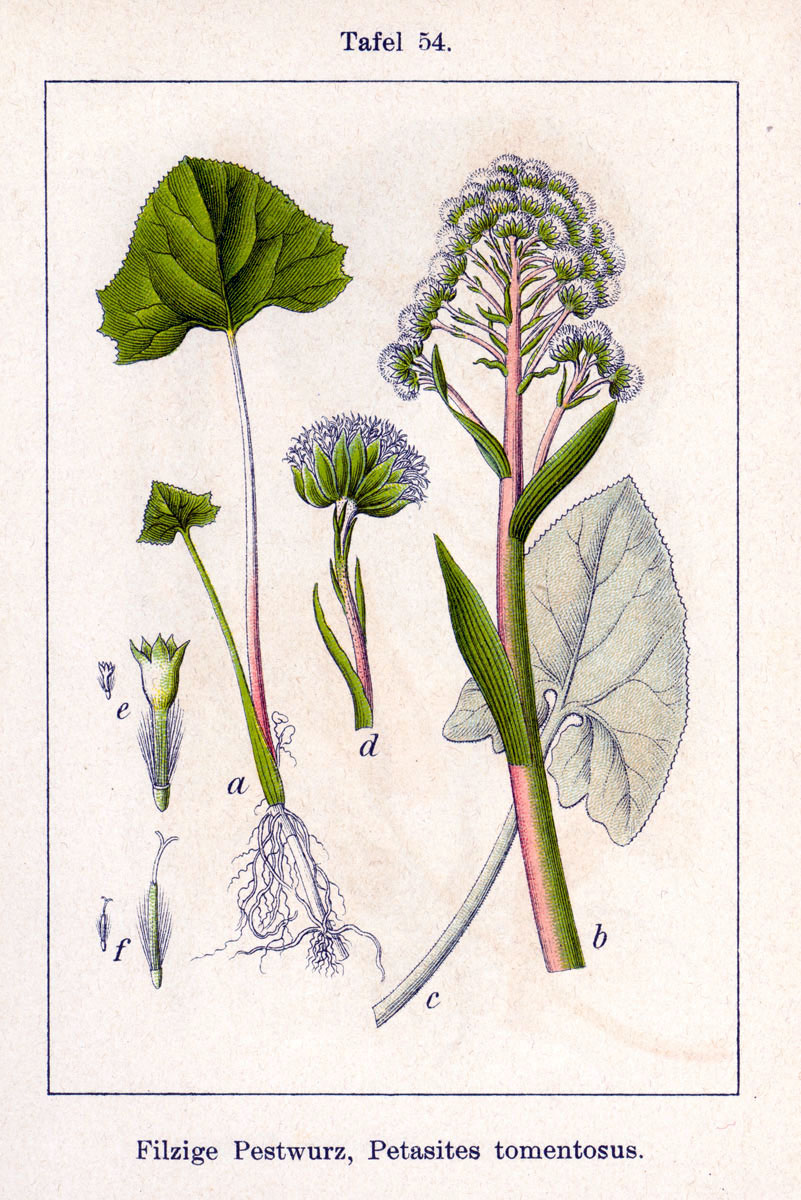
Illustration aus Sturm

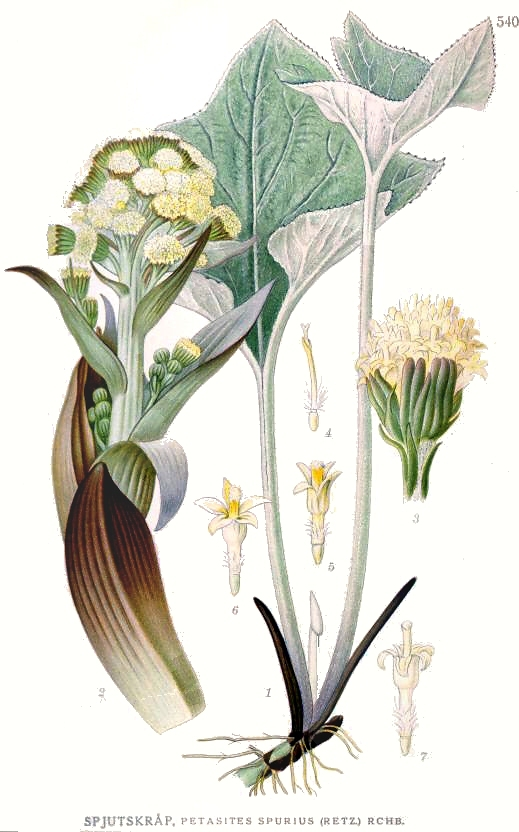
Detaillierte Illustrationen aus Lindman: Bilder ur Nordens Flora (1901–1905)

### Vegetative Merkmale
Die Filzige Pestwurz wächst als ausdauernde krautige Pflanze und erreicht Wuchshöhen von 10 bis 30 Zentimetern. Als Überdauerungsorgan wird ein weithin kriechendes, stielrundes und an den Enden knollig verdicktes Rhizom gebildet.
Die erst nach der Blütezeit erscheinenden Laubblätter sind in der Jugend tütenförmig gefaltet und in Blattstiel sowie -spreite gegliedert. Der Blattstiel ist relativ lang. Die Blattspreiten sind im Umriss dreieckig herzförmig, breiter als lang, mit grob bis geschweift-gesägtem Blattrand, mit großer freier Blattbucht und zugespitzten basal-seitlichen Teilen. Die Blattunterseite ist dicht schneeweiß filzig behaart (daher der Trivialname).

### Generative Merkmale
Die Blütezeit reicht von März bis April. Der Schaft des Gesamtblütenstands ist dick, etwas kantig und weißflockig-wollig. Er trägt zahlreiche lanzettliche Stängelschuppen, die 5 bis 8 Zentimeter lang sind und am Grund den Stängel langscheidig umfassen. Im traubigen Gesamtblütenstand sind zahlreiche körbchenförmige Teilblütenstände dicht angeordnet. Die Blütenkörbchen stehen anfangs dicht gedrängt, später bilden sie an ihren verzweigten Ästen einen kegelförmigen Gesamtblütenstand. Die Blütenkörbchen sind walzenförmig. Die linealisch-länglichen Hüllblätter sind grünlich mit hellem Rand und an ihrer Basis filzig und sonst kahl. Die Blüten sind schmutzig-weiß bis blassgelb.
Die Achänen haben einen weißlichen Pappus.
Die Chromosomengrundzahl beträgt x = 30.

## Vorkommen
Die Filzige Pestwurz kommt an Stränden, auf Dünen und an Flussufern vor. An der Ostseeküste ist sie von Schleswig-Holstein bis Ostpreußen anzutreffen, außerdem auf den dänischen Inseln mit Ausnahme von Fünen. In Flusstälern ist sie zerstreut bis Magdeburg, Berlin und Küstrin anzutreffen. Sie ist eine Charakterart des Saponario-Petasitetum spurii aus dem Verband Convolvulo-Agropyrion.

## Taxonomie
Die Erstbeschreibung erfolgt 1779 unter dem Namen (Basionym) Tussilago spuria durch Retzius. Die Neukombination zu Petasites tomentosus wurde 1805 durch De Candolle veröffentlicht. Den derzeit gültigen botanischen Namen Petasites spurius (Retz.) Rchb. f. veröffentlichte 1853 Heinrich Gustav Reichenbach in Heinrich Gottlieb Ludwig Reichenbachs Icones Florae Germanicae et Helveticae..., Band 16, S. 3.
Das Artepitheton spurius bedeutet „unehelich, von einem unbekannten Vater mit einer Prostituierten gezeugt“ und bezieht sich auf Arten, deren taxonomische Einordnung Schwierigkeiten bereitete.